# 1820年代革命
1820革命是指在拿破崙戰爭以後，拿破崙代表的啟蒙精神以及民族主義在歐洲各地引發的革命或起義，可以視作啟蒙主義的二度傳播。

## 義大利

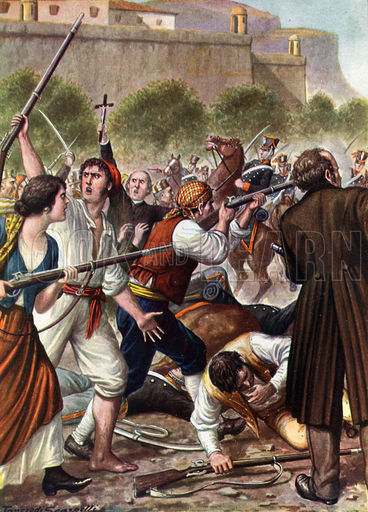
1820年的帕勒莫起義

1820年，反對國王費迪南一世的革命首先爆發於西西里王國和兩西西里王國的那不勒斯，前者隨後被迫承諾進行立憲君主改革。1821年，由於燒炭黨人的活動，薩丁尼亞王國也採取了君主立憲制。
神聖同盟無法接受這種結果，於是在1821年2月派兵入侵義大利。面對奧地利帝國的干預，義大利各地的起義和反抗風起雲湧。

## 西班牙
1820年1月1日，身為阿斯圖里亞斯營部司令的拉斐爾·德爾里耶哥與其他軍官在西班牙西南部城市加的斯發動叛變，着政府回復1812年的憲法，引起了西班牙內戰。里耶哥的軍隊列隊行進安達盧西亞的城市，希望引起反帝制的起義，卻得不到當地人的支持；反而加利西亞地區的起義卻漫延全國。1820年3月7日，馬德里的王宮被巴列斯特羅斯（Ballesteros）將軍麾下軍隊圍堵，3月10日國王同意恢復憲法。

## 葡萄牙

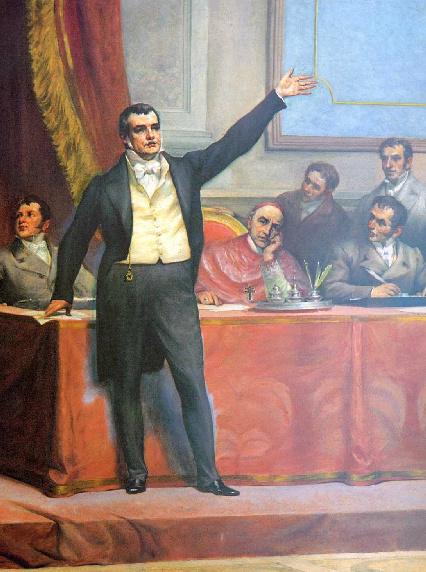
曼努埃尔·费尔南德斯·托马斯（Manuel Fernandes Tomás）在葡萄牙憲法第一次修訂時發表講話

1820年，波爾圖爆發了軍隊反叛。一年後，這股浪潮傳遞至全國各處，這導致了自半島戰爭後流亡海外的葡萄牙議會從巴西遷回。1822年，議會修改並批准了新的憲法。

## 俄羅斯
1825年在聖彼得堡的元老院廣場，由部分軍官率領3,000士兵針對帝俄政府發動了起義，要求開明的康斯坦丁·巴甫洛維奇大公繼承王位。起義最終失敗，大量起義者被流放、處死。